# Tomaž Zwitter
Tomaž Zwitter [tomáž- cvítər], slovenski astronom, * 15. oktober 1961, Ljubljana.
Tomaž je sin zgodovinarja Frana Zwittra. Je profesor astronomije, astrofizike in kozmologije na Fakulteti za matematiko in fiziko, kjer predava predmeta Astronomska opazovanja in Astronomska spektroskopija. Predava tudi predmet Astronomija na Pedagoških fakultetah v Ljubljani in Mariboru.
Njegovo raziskovalno področje je predvsem astronomska spektroskopija zvezd v krajevni Galaksiji, še posebej dvozvezdij.
Leta 2021 je dobil Zoisovo nagrado za vrhunske znanstvene dosežke pri utemeljevanju mnogodimenzionalne slike lokalnega vesolja.
Je član Mednarodne astronomske zveze.